# Catharsius pandion
Catharsius pandion là một loài bọ cánh cứng trong họ Bọ hung (Scarabaeidae).